# Takahiro Hachigō
Takahiro Hachigō (八郷 隆弘, Hachigō Takahiro, né en 1959) est un homme d'affaires et chef d'entreprise japonais. Il est le président directeur général de Honda depuis juin 2015.

## Biographie
Takahiro Hachigo commence sa carrière en 1982 chez Honda comme ingénieur. Il supervise en tant qu'ingénieur la mise au point de véhicules à succès, comme la première génération du monospace Odyssey, lancée en 1999, ou la deuxième génération du modèle tout-terrain CR-V, lancée en 2001. Il occupe par la suite des postes de direction, notamment pour les marchés européen (2012-2013) et chinois (2013-2015),,,,. 
En juin 2015 Takahiro Hachigo devient le président directeur général de Honda, succédant à Takanobu Itō,,.